# Pine Mountain Gold Mine
Die Pine Mountain Gold Mine (älterer Name: Stockmar Gold Mine) ist ein Schaubergwerk, gelegen im Nordosten der Stadt Villa Rica im Douglas County im Osten des amerikanischen Bundesstaates Georgia. Von 1826 bis 1936 wurde mit einigen Unterbrechungen Gold gefördert. Seit 2001 bildet das ehemalige Bergbauareal, eingebettet in ein bewaldetes Naherholungsgebiet, ein Freilichtmuseum.
2008 wurde die Pine Mountain Gold Mine als Historic District in das National Register of Historic Places aufgenommen.

## Villa Rica
Die Stadt Villa Rica, die sich vom Carroll County in das Douglas County erstreckt, ging 1883 aus der Zusammenlegung zweier kleiner Goldbergbausiedlungen hervor. Als 1882 die Eisenbahnschienen der Georgia-Pacific Railroad verlegt wurden, fusionierten zeitgleich Hixtown und das 1,6 km südlich gelegene Städtchen Cheevestown zur neugegründeten Stadt Villa Rica. Die Ursprünge von Hixtown reichen bis ins Jahr 1826 hinein, als die ersten Goldsucher in diese Region kamen. Der Name geht auf einen William Hix zurück, einen ehemaligen Tavernen- und Gemischtwarenladenbesitzer.
Die Stadtentwicklung der historischen Westernstadt Villa Rica war eng mit der technischen Entwicklung der Goldgewinnung und dem damit verbundenen Zuzug der Minenarbeiter verknüpft. Auf dem Höhepunkt des Goldrausches existierten im Umkreis fast 20 Goldminen. Nur die Pine Mountain Gold Mine konnte bis ins 20. Jahrhundert kommerziell betrieben werden. Nach der Stilllegung der Mine konzentrierte sich die Bevölkerung bis 1940 auf die Landwirtschaft, sowie auf den An- und Verkauf von importierter Baumwolle und deren Verarbeitung.

## Geografische Lage der Goldmine
Das Bergbaugelände liegt innerhalb des Carroll County Gold Gürtels, ca. 380 m über dem Meeresspiegel auf einem kleinen bewaldeten Berg oberhalb der Stockmar Road. Die Mine befindet sich 5 km nordöstlich der Stadt Villa Rica unweit von Douglasville. Das heutige Gelände umfasst nur noch ca. 12 km2.

## Geschichte der industriellen Goldgewinnung in der Pine Mountain Gold Mine

### Erster Goldrausch in Georgia
Es ist geschichtlich nicht genau belegt, wo und wann das erste Gold in Georgia gefunden wurde. Wie mehrere andere Orte auch nimmt Villa Rica für sich in Anspruch, dass hier der erste große Goldrausch seinen Ausgang nahm, den Angaben zufolge mit einem Fund 1826.
Erste Bergbautätigkeiten konnten auf 1829 datiert werden. Im Jahre 1830 erschienen Zeitungsberichte, die von Goldfunden in der Region berichteten. Dadurch und durch die zeitgleiche Umverteilung von Grundstücken in Georgia, die nach den Enteignung und Vertreibung der Muskogee frei geworden waren, migrierten tausende Siedler in die Region und gründeten das kleine Städtchen Hixtown. Die Minentätigkeiten bestanden zunächst in einfachem Goldschürfen und Goldschwenken, was vorwiegend manuell in schmalen Gräben durchgeführt wurde.
Zwischen 1830 und 1840 war die Mine unter 26 Prospektoren aufgeteilt, die später verschiedene Gesellschaften gründeten. Der Farmer Robert A. Fleming war der erste legale Eigentümer der Mine, die damals ein Gelände von 820 Hektar umfasste. Ab 1832 wurden in zwei großen Gruben im Tagebau über mehrere Jahre eine jährliche Fördermenge bis zu 25.000 Pennyweights Gold (ca. 38,9 kg) abgebaut. In den 1840er Jahren nahm die Bergbauaktivität ab. Die ersten leicht zu erschließenden Goldvenen waren erschöpft und viele Minenarbeiter wanderten wegen größerer Goldfunde nach Kalifornien und Colorado ab.
1869 kaufte Jane W. Stone die Mine und war bis 1914 Eigentümerin. In dieser Zeit wurde durch die Bergkuppe ein ca. 18 m langer Graben (Glory Hole), erstellt, der zum Transport der Erze diente. Die Fördermengen blieben jedoch sehr gering.

### Wiederbelebung des Goldbergbaus von 1915 bis 1936 durch Cyanidlaugerei
Erst als 1914 die Mine wieder den Besitzer wechselte, wurde unter A. H. Stockmar in dem Zeitraum von 1915 bis 1936 die Cyanidlaugerei etabliert, ein damals neues industrielles Verfahren, mit dem die Goldausbeute gesteigert werden konnte. Mit dieser Methode brach die zweite bedeutende Phase der Geschichte des Goldbergbaus in den USA an. Die Verwendung dieses 1887 von Mac Arthur und Forrest sowie von der Firma Siemens und Halske voneinander unabhängig entwickelten hydrometallurgischen Extraktionsprozesses war die einzige wirtschaftliche Methode, um Gold kommerziell aus goldarmen Erzen (von ca. 0,001 %) durch alkalische Fällung mit verdünnter Kaliumcyanidlösung herauszulösen. Das Rohgold konnte anschließend aus dem Sickerwasser mittels Zinkpulver reduziert und aufkonzentriert werden. 1936 schloss die Mine endgültig.

## Schaubergwerk, Goldmuseum und Naherholungsgebiet
2001 wurde das gesamte Areal an die Stadt Villa Rica übergeben. Nachdem in dem ehemaligen Bergbaugelände ein großer See angelegt worden war, errichtete die Stadt ein Naherholungsgebiet mit weiterer Infrastruktur, einem Naturlehrpfad und Tiergehegen. Auf dem ehemaligen Minengelände können heute neben verschiedenen historischen Geräten aus der Zeit der Cyanidlaugerei beispielsweise Cyanidlösebehälter, Versickerungsbecken, verschiedene Tanks zur Herstellung der Cyanidlauge, Laborausstattung auch Erzbunker, Pochwerke und Gebäuderuinen besichtigt werden. Schutthaufen und eingestürzte Stollen weisen auf die historischen Anfänge des Goldbergbaus hin. Führungen durch die alte Goldmine, touristisches Goldschürfen und Besuch des 2007 eröffneten Goldmuseums mit einer umfangreichen Sammlung historischer Werkzeuge vermitteln dem Besucher einen umfangreichen Einblick in die technische Entwicklung der Goldgewinnung. Das Parkgelände bietet neben Naturlehrpfaden eine Reihe weiterer Freizeitangebote an.